# Enclos paroissial de Lampaul-Guimiliau
L'enclos paroissial de Lampaul-Guimiliau est un enclos paroissial situé dans la commune de Lampaul-Guimiliau (Finistère, Bretagne). Il inclut l'église Notre-Dame, une porte triomphale, un calvaire et un ossuaire. L'ensemble est classé monument historique en 1910 et 1914.

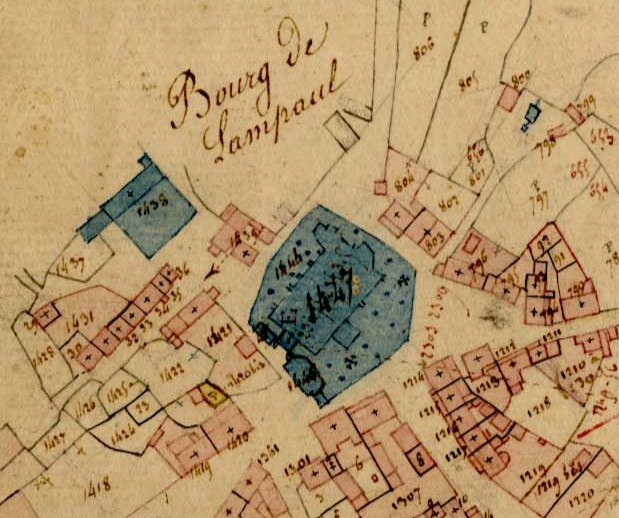
Plan de l'enclos en 1828.

## Galerie

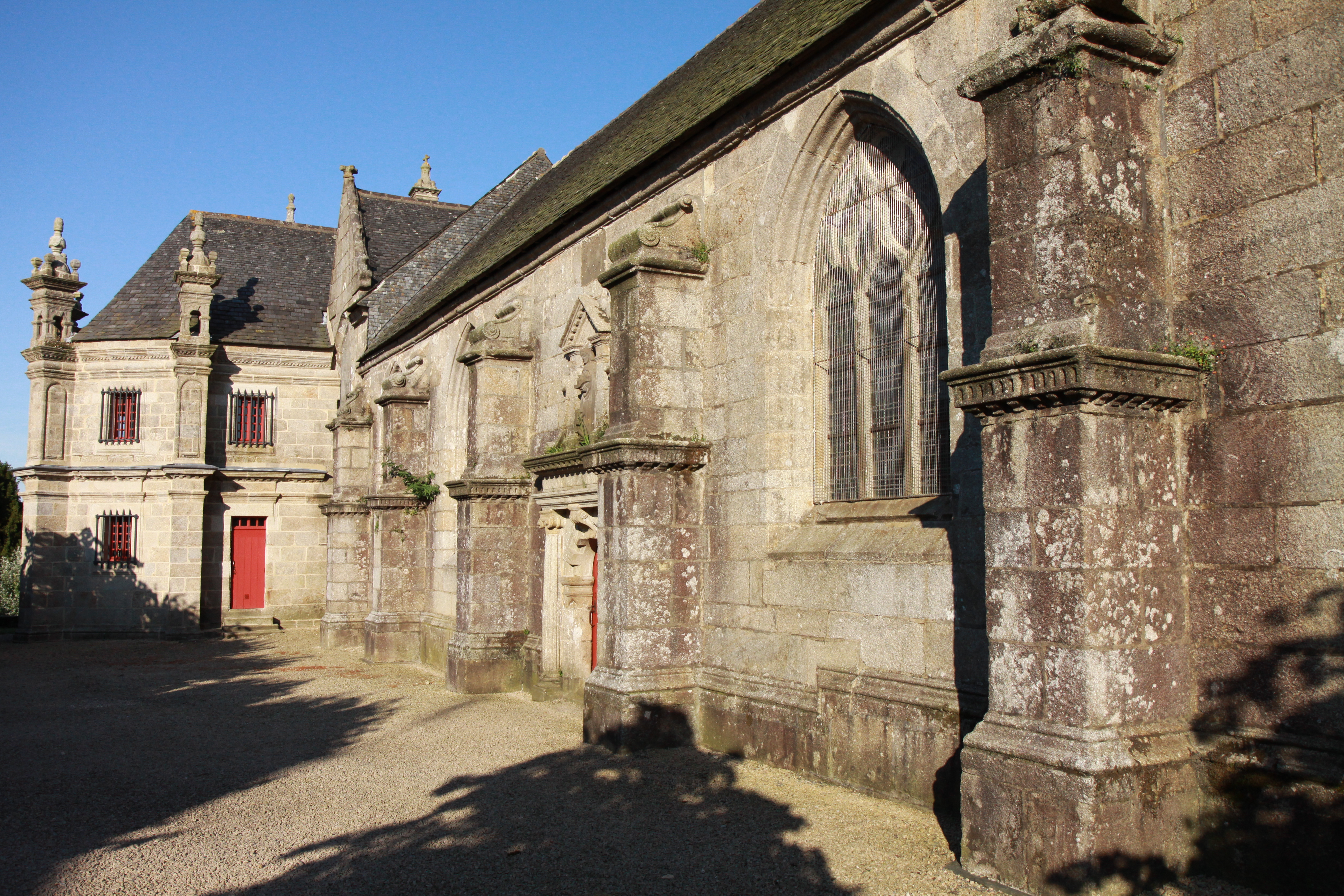
L'église.
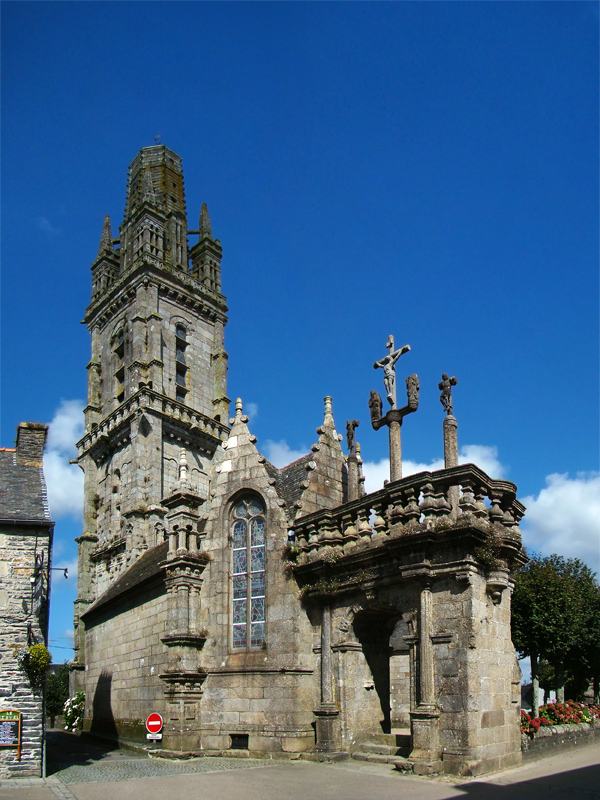
Le clocher et la porte triomphale.
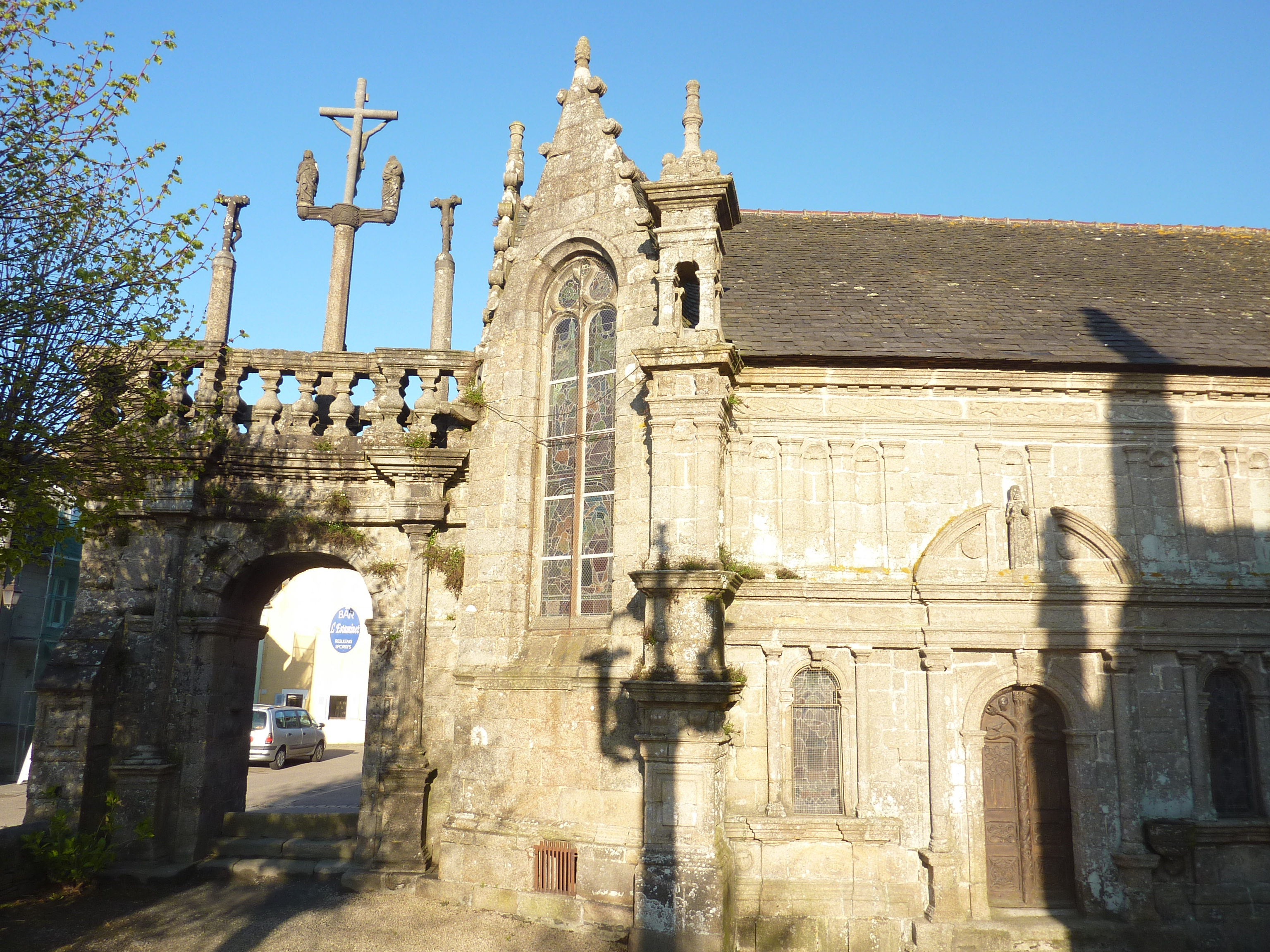
Arc de triomphe et ossuaire.
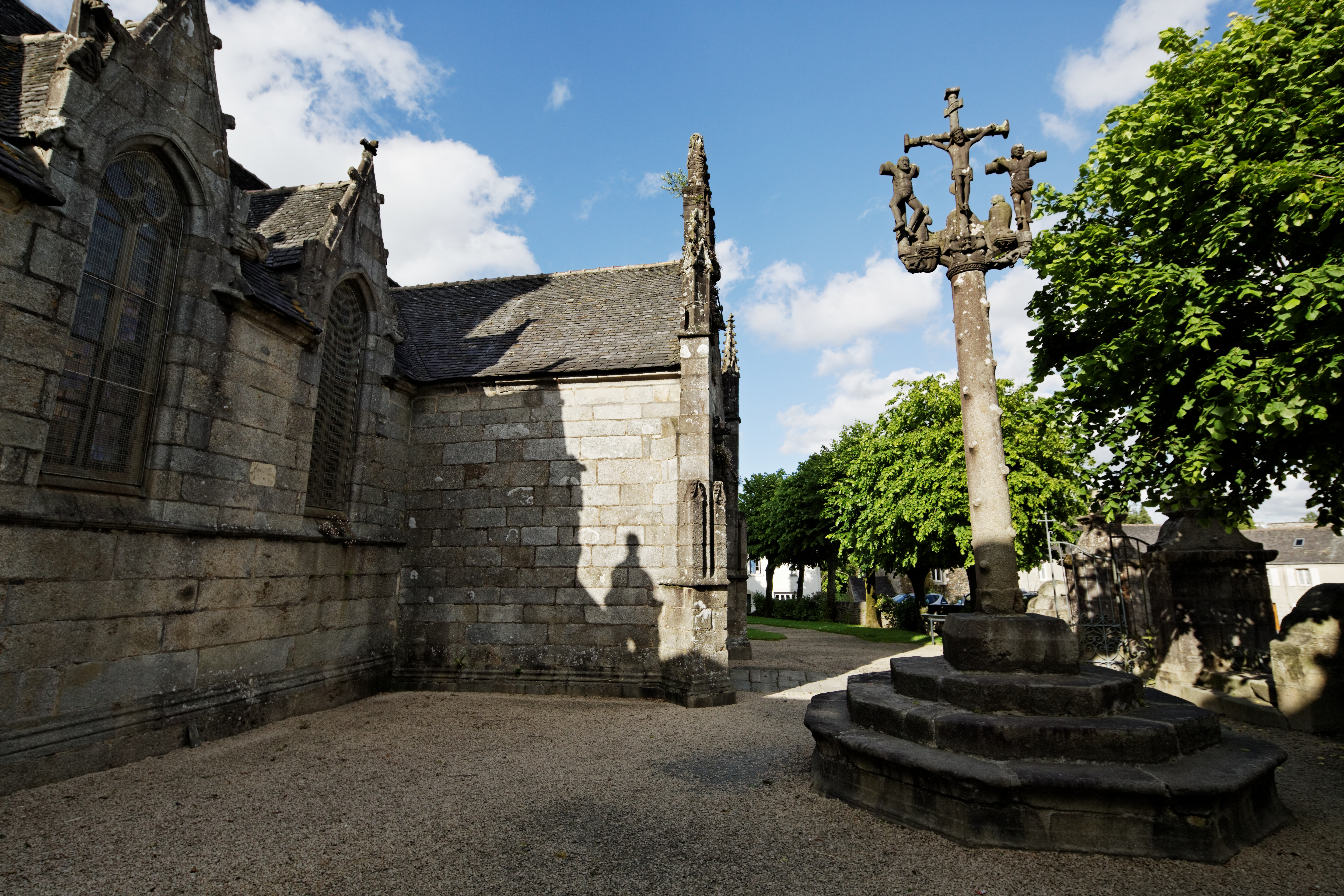
Le calvaire.
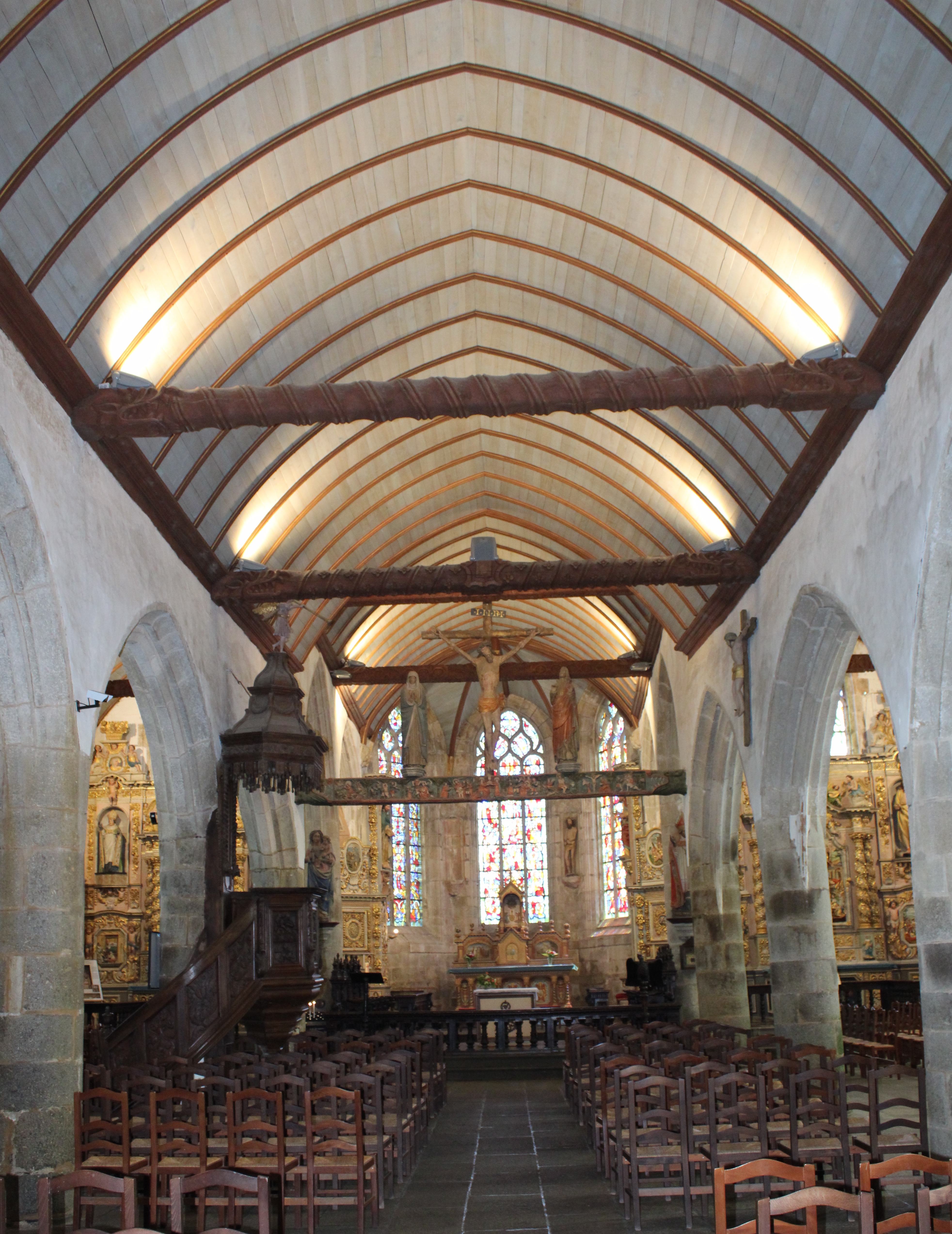
Intérieur de l'église et sa poutre de gloire.